# Ștefan Barbu
Ştefan Barbu (Arad, 2 de março de 1908 - Arad, 30 de junho de 1970) foi um futebolista romeno que competiu na Copa do Mundo FIFA de 1930.